# Яблонський (хутір)
Яблонський (рос. Яблонский) — хутір у Іловлінському районі Волгоградської області Російської Федерації.
Населення становить 63 особи. Входить до складу муніципального утворення Новогригор'євське сільське поселення.

## Історія
Хутір розташований у межах українського історичного та культурного регіону Жовтий Клин.
Від 1965 року належить до Іловлінського району.

## Населення
| 2010 |
| ---- |
| 63   |